# Троица (Тернопольская область)
Троица (укр. Трійця) — село в Скала-Подольской поселковой общине Чортковского района Тернопольской области Украины.
До 2020 года входило в Борщёвский район.
Код КОАТУУ — 6120883007. Население по переписи 2001 года составляло 59 человек.

## Географическое положение
Село Троица находится на правом берегу реки Збруч,
выше по течению на расстоянии в 2 км расположено село Бережанка,
ниже по течению на расстоянии в 4 км расположено село Турильче,
на противоположном берегу — село Пукляки.

## История
В 1992 г. селу возвращено историческое название.

## Объекты социальной сферы
- Клуб.
- Фельдшерско-акушерский пункт.